# Thule (pueblo)

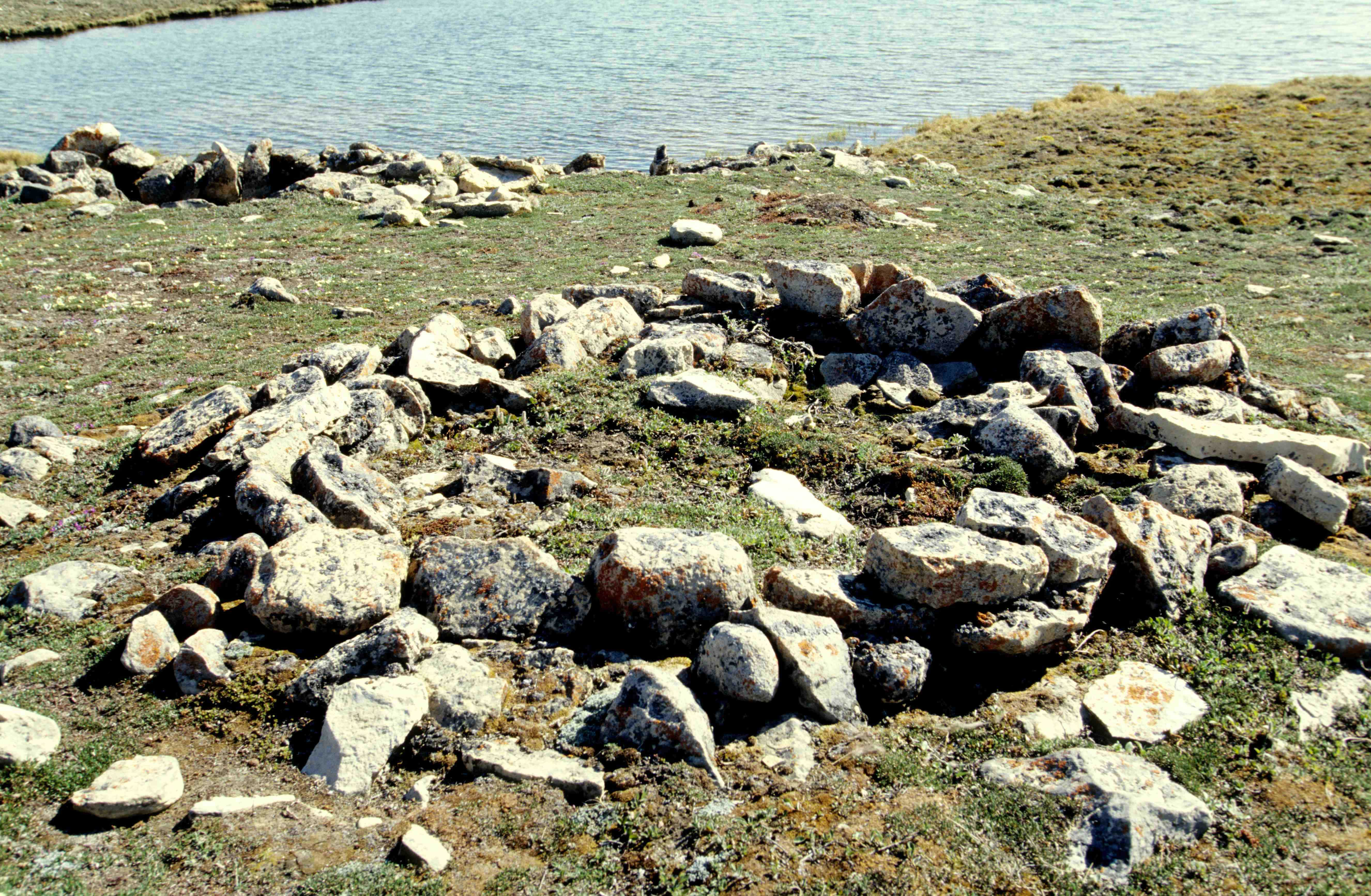
Yacimiento arqueológico thule.

Los thule son los ancestros de los inuit de Canadá. Llegaron por Alaska hacia el año 500 y a Nunavut, Canadá, en el año 1000. Un grupo de ellos pobló Groenlandia hacia el siglo XIII. El nombre thule proviene de Thule (actual Qaanaaq), pueblo ubicado al noroeste de Groenlandia, donde se hallaron los primeros restos arqueológicos de este pueblo. Los nexos entre los thule y los inuit son de tipo biológicos, culturales, y lingüísticos. 
Se alimentaban de animales marinos y terrestres. Reemplazaron a los Dorset, los cuales desaparecieron en 1902, debido a enfermedades traídas de Europa en los barcos balleneros que visitaron su último asentamiento en la isla Southampton.
Los asentamientos thule de invierno normalmente tenían entre una y cuatro casas y 10 habitantes. Algunos de los mayores asentamientos llegaban a tener más de una docena de casas, aunque no todas ellas eran usadas al mismo tiempo, llegando a una capacidad de hasta 50 residentes. Sus casas estaban hechas de huesos de ballenas, producto de la cacería de invierno. Otras estructuras incluyen sitios para matar animales, depósitos y campamentos de tiendas transportables.
Algunos Thule migraron hacia el sur en la segunda expansión. Hacia el siglo XII o XIV los Thule habían ocupado el área actualmente habitada por el pueblo inuit. En los contactos con europeos, estos los llamaron esquimales.